# Cthylla microfasciculumque
Genre
Espèce
Cthylla microfasciculumque, unique représentant du genre Cthylla,  est une espèce d’excavés parabasaliens.

## Distribution
Ils vivent dans les entrailles des termites Reticulitermes virginicus.

## Description
Les cellules mesurent de 10 à 15 µm sur 6 à 10 µm.

## Publication originale
- Erick R. James, Noriko Okamoto, Fabien Burki, Rudolf H. Scheffrahn, Patrick J. Keeling et Jonathan H. Badger, « Cthulhu Macrofasciculumque n. g., n. sp. and Cthylla Microfasciculumque n. g., n. sp., a Newly Identified Lineage of Parabasalian Termite Symbionts », PLoS ONE,‎ 18 mars 2013 (PMID 23526991, DOI 10.1371/journal.pone.0058509., lire en ligne)